# Prakriti
Prakriti (Sanskrit, f., प्रकृति, prakṛti, Natur) ist in der indischen Samkhya-Philosophie die Urmaterie, aus der das Universum besteht. Prakriti ist die kosmische Substanz, die ursprüngliche, nicht verursachte Ursache phänomenaler Existenz, die formlos, grenzenlos, unbeweglich, ewig und alldurchdringend ist (pra, vorher, zuerst + kri, machen). Die Prakriti gibt es in zwei Zuständen: in „nicht-entfaltetem“ (d. h. nicht-manifestiertem) Zustand (Avyakta) und in „entfaltetem“ (d. h. manifestiertem) Zustand (Vyakta). Sie ist aus den folgenden drei Gunas (Eigenschaften) zusammengesetzt: Tamas (Trägheit, Dunkelheit und Chaos), Rajas (Rastlosigkeit, Bewegung und Energie) und Sattva (Gleichgewicht, Harmonie und Frohsinn). (Vyakta) manifestiert sich als die 5 Elemente des Lebens Akasha (Äther), Vayu (Luft), Agni (Feuer), Jala (Wasser) und Bhoomi (Erde).
Den Vorstellungen der (dualistischen) Samkhya-Philosophie zufolge ist die Welt aus zwei Prinzipien aufgebaut: Purusha (Geist) und Prakriti (Urmaterie). Purusha ist das reine Bewusstsein (Chit). Das Benennbare, sich Manifestierende hingegen ist Prakriti (Urmaterie). Das menschliche Denkorgan (Manas) entstammt auch der Prakriti. Die Prakriti ist die Grundlage alles Materiellen und Dynamischen im Universum. Obwohl ewig getrennt, beeinflussen Purusha und Prakriti einander. Die Prakriti wurde als weiblich empfunden und könnte als das schaffende Prinzip verstanden werden. Purusha hingegen ist das erkennende Prinzip und männlich.
Angeblich entwickelte der Samkyha-Philosoph Pancashikha (c. 400/300 v. Chr.?) die Vorstellung, dass die Urmaterie, die ewig und allgegenwärtig ist, unendlich fein (sukshma) ist und daher nicht wahrgenommen werden kann. Aber sie ist trotzdem vorhanden; aus ihr geht die sichtbare Welt hervor und kehrt wieder in sie zurück. Sie ist jedoch ungeistig und daher Materie. Überdies ist sie tätig und schaffend.
Pancashika nahm an, dass sich drei verschiedene Eigenschaften (Gunas) der Prakriti in der verschiedensten Form miteinander verbinden. Sobald die Urmaterie bei der Weltenschöpfung in Bewegung gerät, wird das ursprüngliche Gleichgewicht der Eigenschaften gestört. Die Eigenschaften vermischen und verbinden sich (zu dieser Zeit stellte man sich die Eigenschaften noch substanzhaft vor). Bald überwiegt diese, bald jene Eigenschaft. Die unendliche Mannigfaltigkeit der Mischung ermöglicht die Verschiedenheit der Dinge. Dabei ergeben die Urmaterie und ihre Schöpfungen die Zahl von 24 Wesenheiten (Tattvani), zu denen die Seele als fünfundzwanzigste tritt. Aus der Prakriti geht das Erkennen (Buddhi) hervor und aus dem Erkennen das Ichbewusstsein (Ahamkara). Dieses ist einerseits der Ursprung des Denkens (Manas) und der zehn Sinnesorgane (Indriyani). Außerdem entstehen daraus die fünf Elemente (Mahabhutani).
Im kashmirischen Shivaismus zählt Prakriti zu den 24 unreinen Tattvas, wo Maya vorherrscht.
Sri Aurobindo geht in seinen Vorstellungen davon aus, dass sich die individuelle Seele entweder mit der aktiven Prakriti identifizieren kann und dann in den für die Prakriti typischen mechanischen Wirkungsweisen gefangen ist oder nicht. Weiterhin ist er der Meinung, dass die Seele ganz in Prakriti untertauchen kann und schließlich gänzlich unbewusst und unterbewusst wird. Sie ist dann in der Form von Erde, Metall oder Pflanze gänzlich der Dunkelheit und Trägheit (Tamas) unterworfen. Die höheren Prinzipien Rajas und Sattva sind noch vorhanden, aber verborgen. Im Tier gelangt dann das Prinzip des Rajas mit seinen Wirkweisen von Aktion und Passion, Begehren und Instinkt zum Tragen. Im Menschen gelangt letztlich Sattva, die Seinsweise des Lichts mit seiner relativen Freiheit, dem Wissen und der Freude zum Ausdruck. Sri Aurobindo unterscheidet auch eine niedere und eine höhere Prakriti. Die höhere Prakriti, auch als Prakriti-Shakti bezeichnet, sei die einzige und allein wirkende Macht.